# Gustavo Jiménez

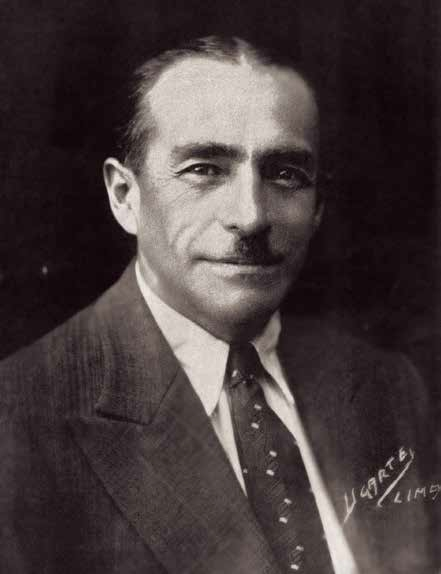
Gustavo Jiménez

Gustavo Jiménez (* 1886 in Tarma; † 1933 in Lima) war ein peruanischer Oberst und Politiker, der im Jahre 1931 für einige Tage peruanischer Präsident war.

## Leben
Jiménez organisierte einen der verschiedenen Aufstände, welche zum Sturz der Regierung von Augusto Leguía führten. Nach der Nominierung des Generals Luis Miguel Sánchez Cerro zum provisorischen Präsidenten blieben die Anhänger Jiménez' unter Waffen, da er mit der Entscheidung nicht einverstanden war. Nach dem Sturz von Sánchez Cerro und einer kurzen Zwischenepisode unter Ricardo Leoncio Elías Arias wurde das Präsidentenamt am 5. März 1931 nach seiner Rückkehr aus dem Süden und einem Gespräch mit Elías an Jiménez übergeben, obwohl zuvor die Übertragung der Amtswürden an David Samanez Ocampo am gleichen Tage vereinbart worden war. 
Da das Land nicht zur Ruhe kam und starke Widerstände von Seiten der Marine und Teilen der Bürgerschaft bestanden, wurde Jiménez am 11. März wieder abgesetzt. Samanez Ocampo wurde Präsident und leitete Neuwahlen ein.